# Amandus Faure
Amandus Faure, född den 30 januari 1874 i Hamburg, död 1931 i Stuttgart, var en tysk målare.
Faure studerade i Stuttgart. Han målade interiörer och blomsterstycken, men behandlade med förkärlek ämnen och typer från artist- och komediantlivet, bilder från cirkus och varietéer, ofta hållna i mörka färger med bjärta och vassa ljuseffekter (Negerdans, Salome dansar, Cake-walk; i Venedigs moderna galleri). Han är bäst representerad i museet i Stuttgart, även med en följd raderingar. 

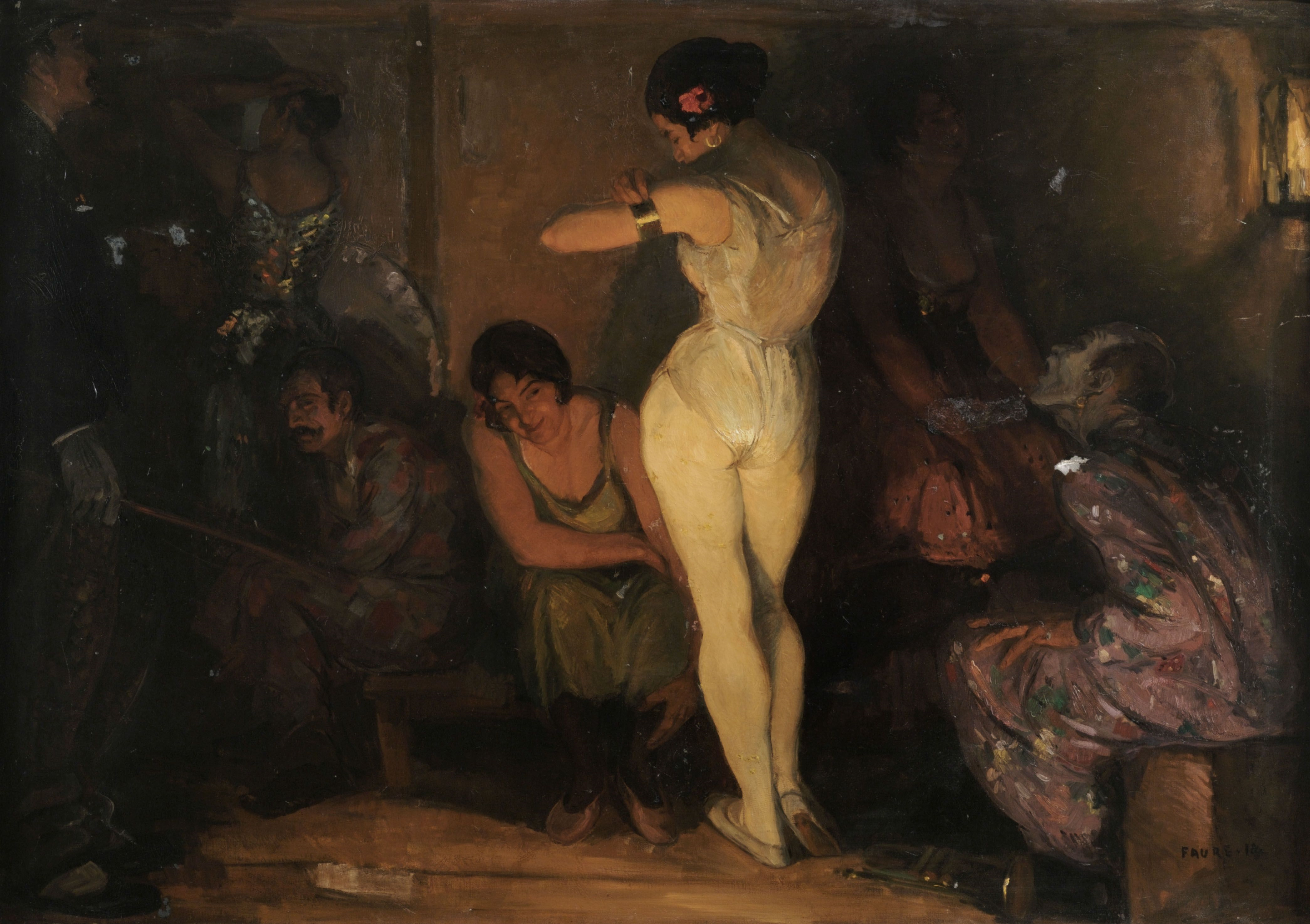
Hinter der Manege (Im Wohnungswagen), 1918
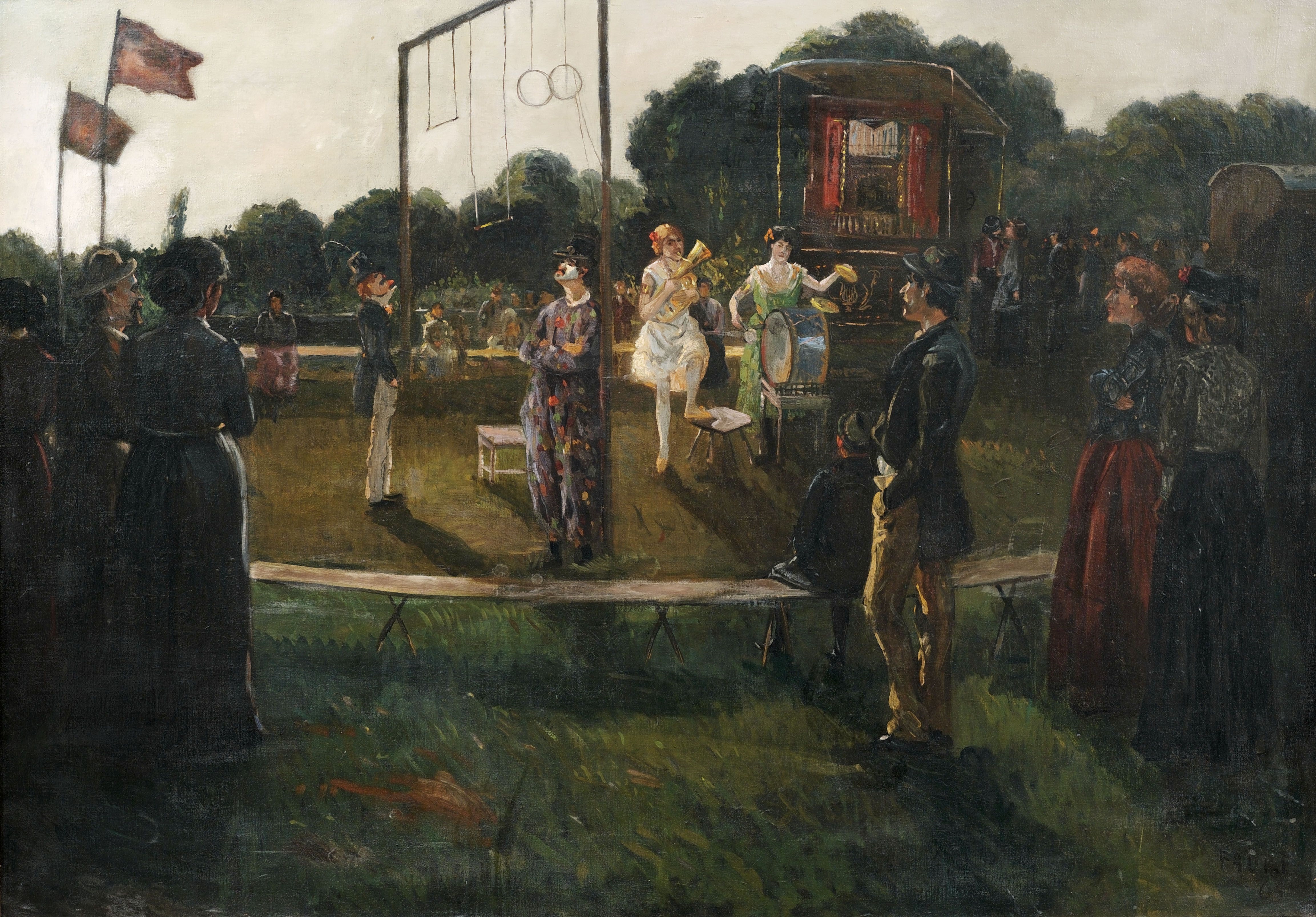
Wanderzirkus, 1905
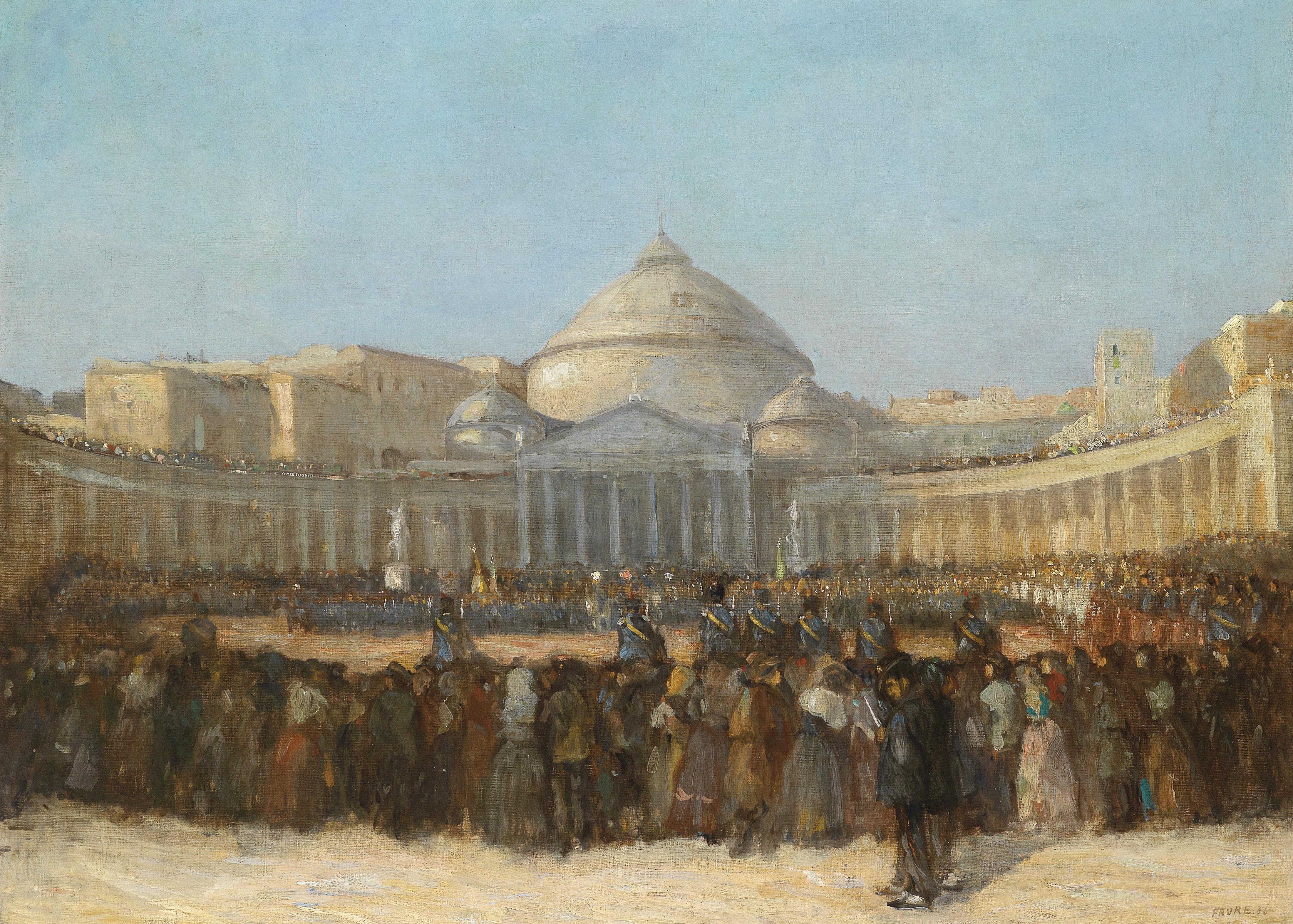
Militärparade in Neapel
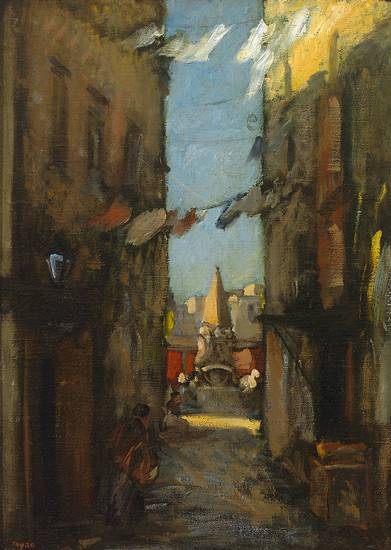
Gasse in Neapel
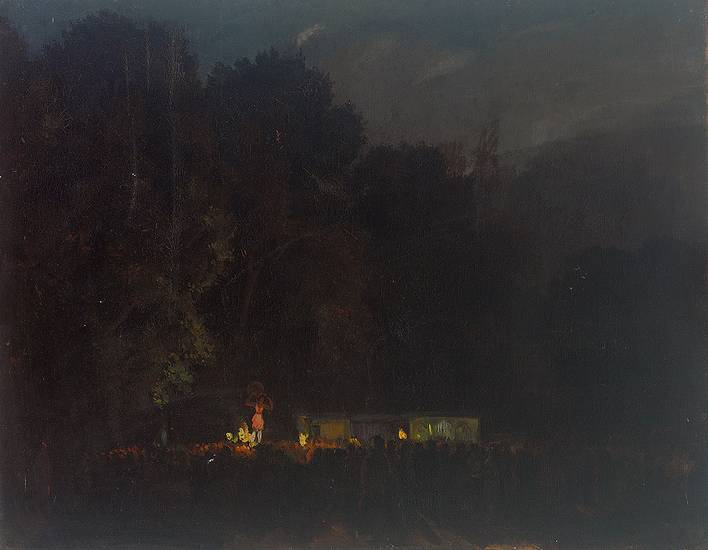
Nächtliches Fest mit Tarantella-Tänzerin, 1923